# منتخب موزمبيق لكأس فيد
منتخب موزمبيق لكأس فيد (بالبرتغالية: Equipa Moçambicana da Taça Fed‏) هو ممثل موزمبيق الرسمي في كرة المضرب في كأس فيد
.